# ゼイビア・スタワーズ
ゼイビア・スタワーズ（Xavier Stowers、2003年7月28日 - ）は、ジャパンラグビーリーグワン埼玉パナソニックワイルドナイツに所属するラグビーユニオン・ラグビーリーグ選手。

## プロフィール
- オーストラリア・プロサーパイン出身[1]。
- ポジションはフランカー(FL)、ナンバーエイト(No8)。
- 身長 196 cm、体重 114 kg
- 父のジョージは元ラグビー選手(元サモア代表)。

## 略歴
マースデン高校卒業後、タイタンズを経て、2023年、埼玉パナソニックワイルドナイツに加入。
2024年4月27日に行われたJAPAN RUGBY LEAGUE ONE第15節花園近鉄ライナーズ戦にて途中出場でリーグワン公式戦初出場を果たした。